# Chiesa di San Bruno (Roma)
La chiesa di San Bruno è una chiesa di Roma, situata in via della Pisana, nel suburbio Gianicolense.
Essa è stata costruita nel 1990 su progetto dell'architetto Carlo Bevilacqua. Il 5 aprile 1992 la chiesa ha ricevuto la visita di papa Giovanni Paolo II.
La chiesa è sede parrocchiale, eretta il 1º ottobre 1964 con il decreto del cardinale vicario Clemente Micara Succrescente de die.